# Игнатенко, Илья Ефремович
Илья Ефремович Игнатенко (1920—1983) — капитан Советской Армии, участник Великой Отечественной войны, Герой Советского Союза (1944).

## Биография
Илья Игнатенко родился 2 августа 1920 года в деревне Шипуново (ныне — Абатский район Тюменской области). Окончил семь классов школы в городе Щорсе Черниговской области Украинской ССР, после чего работал там же в паровозном депо. В 1940 году Игнатенко был призван на службу в Рабоче-крестьянскую Красную Армию. Служил в Закавказском военном округе. Участвовал во вводе советских войск в Иран. С сентября 1941 года — на фронтах Великой Отечественной войны. Участвовал в боях на Украине, Харьковской операции 1942 года, Сталинградской и Курской битвах, боях под Великими Луками и Невелем. К лету 1944 года гвардии старший сержант Илья Игнатенко был старшим разведчиком 138-го гвардейского артиллерийского полка 67-й гвардейской стрелковой дивизии 6-й гвардейской армии 1-го Прибалтийского фронта. Отличился во время Белорусской операции.
23 июня 1944 года у деревни Сиротино Шумилинского района Витебской области Белорусской ССР Игнатенко обнаружил и передал координаты 3 артиллерийских, 2 миномётных батарей и 14 огневых точек. 24 июня он переправился через Днепр в районе деревни Буй Бешенковичского района и корректировал огонь артиллерийских дивизионов, что способствовало успешному продвижению вперёд советских частей.
Указом Президиума Верховного Совета СССР от 22 июля 1944 года за «форсирование Западной Двины, прочное закрепление плацдарма на её берегу, образцовое выполнение боевых заданий командования на фронте борьбы с немецкими захватчиками и проявленные при этом отвагу и геройство» гвардии старший сержант Илья Игнатенко был удостоен высокого звания Героя Советского Союза с вручением ордена Ленина и медали «Золотая Звезда» за номером 3851.
В одном из боёв за освобождение Полоцка Игнатенко получил тяжёлое ранение. После госпиталя он был направлен на учёбу в Челябинское танко-техническое училище, которое окончил в 1946 году. В том же году в звании капитана он был уволен в запас. В 1951 году Игнатенко окончил Харьковскую юридическую школу. Проживал в Чернигове, работал в местных органах прокуратуры. Скончался 16 ноября 1983 года, похоронен на Яцевском кладбище Чернигова.
Окончил Харьковский юридический институт.
Был также награждён орденом Красной Звезды и рядом медалей.